# コンテンツマーケティング

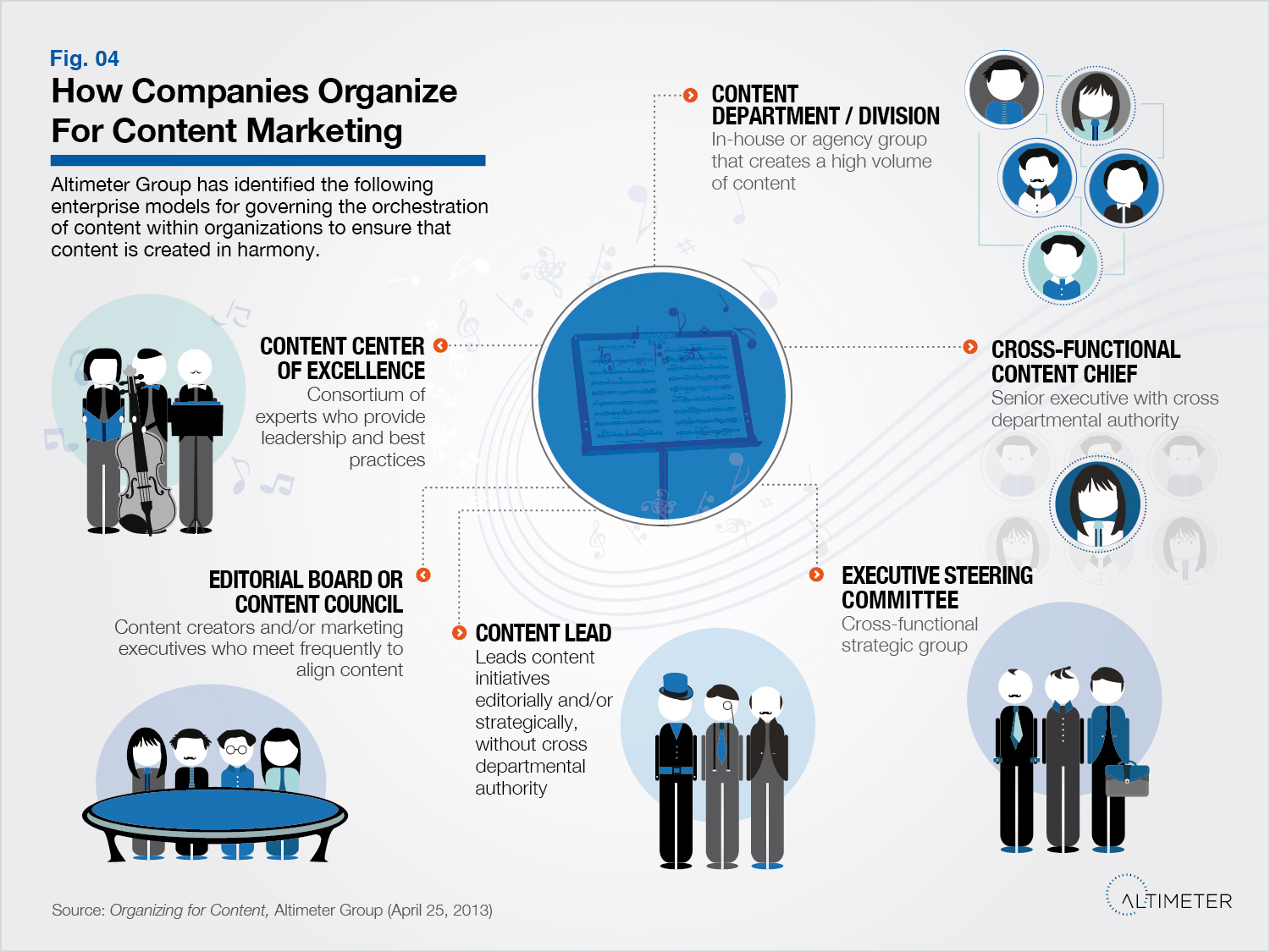
コンテンツマーケティングのための組織。この図は、企業がどのように組織化してコンテンツを調和させて作成するかを示している。

コンテンツマーケティング (英: content marketing)は、対象となるオーディエンス向けのコンテンツをオンラインで作成、公開、および配布することに焦点を当てたマーケティングの一形態である。 これは、次の目的で行われる。
- 注意を引き付け、リードを生成する
- 顧客基盤を拡大する
- オンライン販売を増加させる
- ブランドの認知度や信頼性を高める
- ユーザーのオンラインコミュニティに参加してもらう

コンテンツマーケティングは、価値のある無料コンテンツを作成して共有することにより、見込み客を引き付け、見込み客を顧客に変える。コンテンツマーケティングは、企業が持続可能なブランドロイヤルティを生み出し、消費者に貴重な情報を提供し、将来的に企業から製品を購入する意欲を生み出すのに役立つ。この比較的新しい形式のマーケティングは、直販営業を介さない。代わりに、オーディエンスとの信頼関係を築く。 
他の形式のオンラインマーケティングとは異なり、コンテンツマーケティングは、新しいニーズの需要を生み出すのではなく、既存の顧客の情報ニーズを予測して満たすことに注力する。 ContentlyのJames O'BrienがMashableに書いたように、「コンテンツマーケティングの中心的な考え方は、企業が価値のあるものを手にするには、価値のあるものを提供する必要があるということだ。テレビ広告の代わりに見世物を提供しろ。バナー広告の代わりに特集記事を提供しろ。」 コンテンツマーケティングでは、できればコンテンツマーケティング戦略の範囲内で、大量のコンテンツを継続的に配信する必要がある。 
企業がコンテンツマーケティングを追求する場合、主な焦点は見込み客または顧客のニーズである必要がある。企業が顧客のニーズを特定した後は、ニュース、ビデオ、ホワイトペーパー、電子書籍、インフォグラフィック、電子メールニュースレター、成功事例、ポッドキャスト、ハウツーガイド、よくある質問と回答に関する記事、写真、ブログなど、さまざまな形式で情報を提示することができる。これらのコンテンツのほとんどはデジタルチャネルを通して提供される。
デジタルコンテンツマーケティングは、さまざまな電子チャネルを介してデジタルメディアを使用して、顧客のニーズを特定し、予測し、満たす。 顧客の行動を維持または変更するために、一貫して維持する必要がある。